# Isopterygium antsihanakense
Isopterygium antsihanakense är en bladmossart som beskrevs av Cardot in Grandidier 1915. Isopterygium antsihanakense ingår i släktet Isopterygium och familjen Hypnaceae. Inga underarter finns listade i Catalogue of Life.